# Landkreis Waldeck-Frankenberg
Landkreis Waldeck-Frankenberg är ett distrikt (Landkreis) i nordvästra delen av det tyska förbundslandet Hessen.
Större delen av distriktet ingick i det upplösta furstendömet Waldeck-Pyrmont.